# Olivella baetica
Olivella baetica är en snäckart som beskrevs av Carpenter 1864. Olivella baetica ingår i släktet Olivella och familjen Olividae. Inga underarter finns listade i Catalogue of Life.